# Avenida Francisco de Miranda (Calabozo)
La avenida Octavio Viana, oficialmente Francisco de Miranda, es la avenida más importante de Calabozo, Estado Guárico, Venezuela, ya que es la única vía arterial que conecta de norte a sur el centro de la ciudad.
Esta da acceso al norte en el Embalse Guárico, empezando en la estación de servicio Misión de Los Ángeles y culminando al sur en Puente Aldao, al margen del Río Guárico, pasando centralmente por la ciudad y siendo la más extensa de todas con 10,1 kilómetros (6,3 mi), siendo además la avenida más extensa del estado Guárico.